# Birjand
Birjand este un oraș din Iran.